# Paradesmosoma conforme
Paradesmosoma conforme är en kräftdjursart som beskrevs av Oleg Grigor'evich Kussakin 1965. Paradesmosoma conforme ingår i släktet Paradesmosoma och familjen Desmosomatidae. Inga underarter finns listade i Catalogue of Life.